# Szilard Vereș
Szilard Vereș (* 27. Januar 1996 in Cluj-Napoca, Kreis Cluj) ist ein rumänischer Fußballspieler, der als zentraler Mittelfeldspieler agiert.

## Karriere

### Verein
2014 wurde Szilard Vereș Bestandteil der 1. Mannschaft des CFR Cluj. Am 21. Mai 2014 gab er sein Debüt in der Liga 1, als er für Sulley Muniru in der 63. Spielminute eingewechselt wurde. Das Spiel wurde mit 2:1 gegen AFC Săgeata Năvodari verloren. In der Rückrunde 2014/15 kam er häufiger zum Einsatz und stand mehrmals in der Startformation. In der darauffolgenden Spielzeit wurde er kaum noch berücksichtigt. Erst am letzten Spieltag kam er zu seinem einzigen Saisonspiel in der Liga 1. Auch zu Beginn der Saison 2016/17 besserte sich seine Situation nicht. Anfang 2017 wurde er bis Saisonende an den ungarischen Erstligisten Gyirmót SE ausgeliehen. Er kam dreimal zum Einsatz und musste mit seinem Team absteigen.